# Coñaripe
Coñaripe, cuyo topónimo proviene del mapudungun: Kona Rüpü, camino del Kona o Sendero del Guerrero, es una localidad y comunidad Mapuche ubicada en la comuna de Panguipulli, en la Región de Los Ríos. Se sitúa en la ribera oriental del lago Calafquén el que es “objeto de un turismo creciente debido a la presencia de su masa de agua apta para el baño y de un paisaje de dominante natural representado por el bosque templado que se ajusta al gusto contemporáneo” (Andrades, L. y Pilquimán, M. 2020). La zona es caracterizada por sus bosques nativos, aguas termales y actividad volcánica cercana, especialmente del volcán Villarrica. Según el censo de 2017, cuenta con una población aproximada de 1477 habitantes. 
La zona también se ha desarrollado como un punto de articulación entre tradiciones ancestrales mapuches y dinámicas contemporáneas de turismo, comercio y servicios. Históricamente, Coñaripe ha sido un asentamiento ligado al Pueblo Mapuche.  Según Balbontín-Gallo (2024), este lugar ha desempeñado un papel relevante como núcleo de identidad y resistencia cultural. En las últimas décadas, ha experimentado un crecimiento como destino turístico, debido a su proximidad con el parque Nacional Villarrica, centros termales y actividades al aire libre (senderos miradores y lagos). 

## Clima
Ubicada en la zona cordillerana-lacustre de la Región de Los Ríos, la localidad de Coñaripe se emplaza entre él lago Calafquén y la ladera suroriental del volcán Villarrica, en un entorno de relieve montañoso, cuencas lacustres y bosques templados. Esta geografía influye directamente en su régimen climático, caracterizado por altos niveles de humedad, marcada estacionalidad y una notoria variabilidad térmica. 
Según la clasificación de Köppen, Coñaripe presenta un clima templado lluvioso con veranos secos (Cts.), típico de sectores andinos del sur de Chile. La interacción entre la influencia oceánica, la barrera orográfica de la cordillera de los Andes y la cercanía de grandes masas de agua como el lago Calafquén genera microclimas locales, con presencia ocasional de nieve en invierno. Las temperaturas máximas durante el verano principalmente en los meses de enero y febrero pueden superar los 30 °C, mientras que en invierno oscilan en torno a los 10 °C, con mínimas que frecuentemente descienden bajo cero. Las precipitaciones son abundantes y se distribuyen a lo largo del año, concentrándose especialmente entre mayo y julio. La temperatura media anual bordea los 11,2 °C, configurando un entorno propicio para la biodiversidad y el desarrollo de actividades vinculadas al ecoturismo y las aguas termales. 

## Historia
Coñaripe ha sido habitado desde tiempos prehispánicos por comunidades mapuche. Estas comunidades se han establecido en las riberas del lago Calafquén, en un entorno caracterizado por su biodiversidad y presencia de recursos naturales. El área fue parte del territorio ancestral mapuche, cuyos primeros registros culturales corresponden a las culturas Pitrén y El Vergel, ambas asociadas a modos de vida agrícolas y lacustres.  
Los pueblos originarios y los nuevos habitantes empezaron a vivir juntos, aunque a veces hubo conflictos, con el tiempo, la industria de la madera ayudó —sin planearlo— a que estas familias se relacionaran entre sí, y Desde entonces, la zona experimentó un crecimiento progresivo y una mejora en la calidad de vida. A comienzos del siglo XX llegaron más trabajadores chilenos al lugar. Con la ayuda del juez de indios de Pitrufquén, le compraron tierras a la comunidad mapuche de Carlos Antimilla para crear un pueblo. Esto también permitió dar servicios a los trabajadores de la industria maderera, que creció mucho en esa época gracias a la tala de los bosques nativos. Los árboles que más se usaban eran el Coihue, Raulí, Roble Pellín y Tepa, y con su madera se hacían durmientes para los trenes. 
El pequeño pueblo pronto se volvió un lugar donde las comunidades mapuches se reunían y compraban lo que necesitaban. Gracias al trabajo en los bosques, comenzaron a mejorar su economía. En 1903 llegó una misión religiosa capuchina desde Panguipulli. 
Por la alta cantidad de trabajo maderero que había en la zona, se usaba una barcaza llamada “Anchimallín” para cruzar el lago y llevar madera hasta un muelle que estaba más al sur, donde hoy está el balneario de Calafquén. Esta barcaza también remolcaba una especie de carro flotante (llamado balsa) para llevar más madera. En invierno, la barcaza se hundió. “Desde ese momento la explotación maderera entró en su ocaso debido a que prácticamente no quedaban árboles en la zona” (InterPatagonia, s. f.) El 2 de marzo de 1964 el volcán Villarrica entró en actividad y destruyó gran parte de Coñaripe. Según Red Informativa "La erupción comenzó en la madrugada del 2 de marzo del año 1964, con una explosión “hawaiana” que se calculó en 600 metros de altura y con una fuente de lava incandescente inclinada hacia el sudeste, lo cual provocó numerosas y caudalosas avalanchas y lahares, algunos de 3 metros de espesor y de 400 a 500 metros de ancho que llegaron hasta el lago Calafquén. Gran parte de Coñaripe quedó devastada. Murieron 22 personas y la gran mayoría de estas nunca fueron encontradas” (párr. 2). Por lo que el pueblo lentamente comenzó a desarrollarse hacia el suroeste del lago Calafquén. 
El evento volcánico provocó un lahar que destruyó gran parte del poblado original, dejando entre 22 y 23 víctimas fatales. A raíz del desastre, Coñaripe fue reubicado un kilómetro al suroeste y en memoria de lo ocurrido se construyó el Cristo Negro, monumento que recuerda a las víctimas del lahar. 
Hoy, el turismo se ha restablecido, transformándose en una actividad clave para la región. Coñaripe cuenta con una variedad de destinos y elementos que han contribuido a su identidad actual en el territorio.

## Población

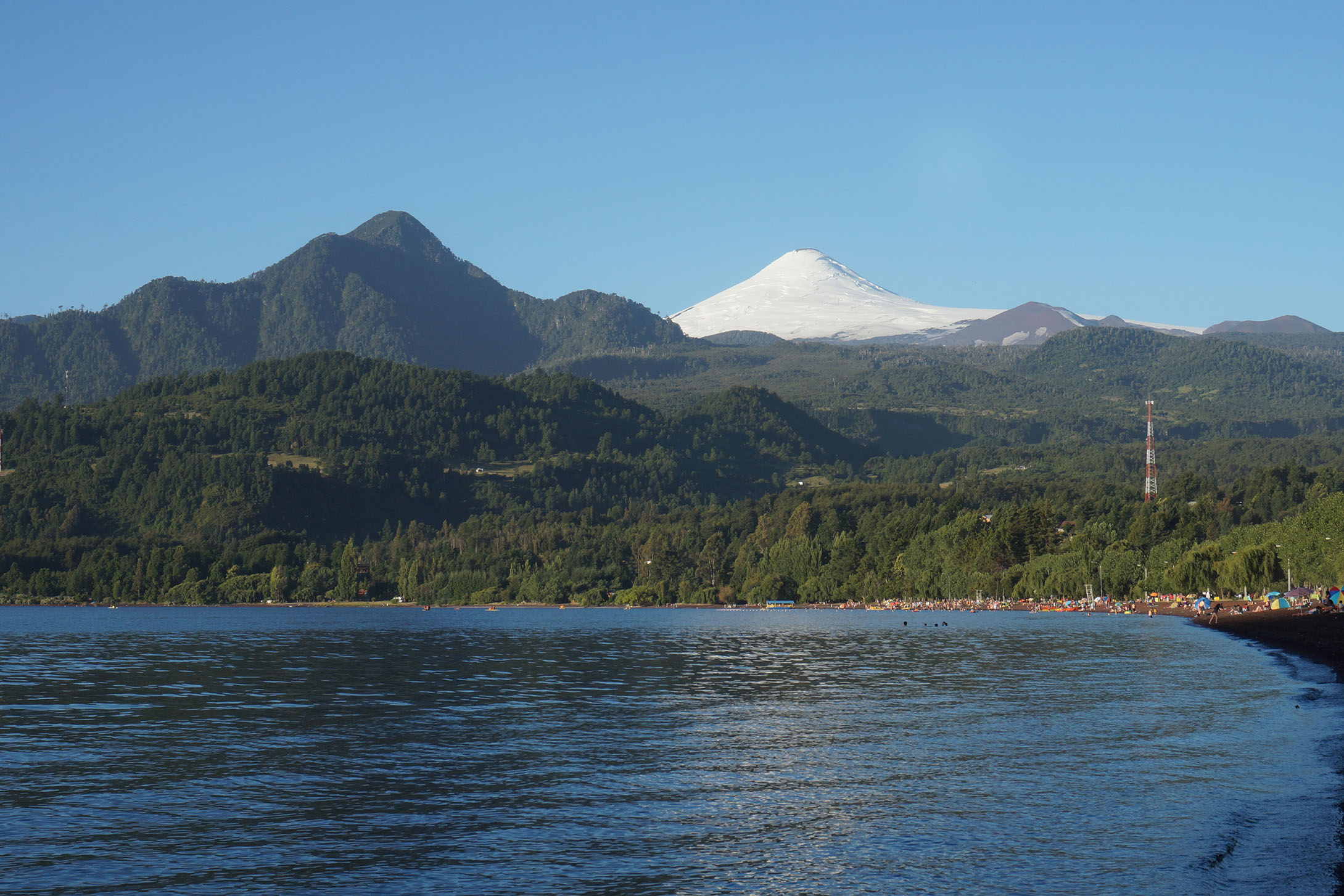
Playa de Coñaripe

Según el Censo Nacional de Población y Vivienda (2017) del Instituto Nacional de Estadísticas (INE), Coñaripe cuenta con una superficie de 2,16 km² con 1321 viviendas censadas, registra una población total de 1477 habitantes, distribuidos en 777 mujeres (52,6 %) y 700 hombres (47,4 %). Esta cifra representa aproximadamente el 13, % del total comunal, lo que posiciona a Coñaripe como el tercer núcleo poblacional de la comuna de Panguipulli. ￼
Durante los meses de verano, la población de Coñaripe aumenta considerablemente debido a la llegada de visitantes nacionales e internacionales llamados por el atractivo natural, como las playas del lago Calafquén, los complejos termales y su cercanía al parque nacional Villarrica. Esta afluencia estacional tiene un impacto directo en la economía local, estimulando actividades relacionadas con el turismo, alojamientos y el comercio, e impulsando el desarrollo de infraestructura para responder a la demanda temporal.

## Turismo
Coñaripe, se señala como destino turístico gracias a su entorno natural único. Una de sus principales atracciones turísticas es el lago Calafquén, cuya costanera cuenta con  una playa de aproximadamente tres kilómetros, caracterizada por su agua cristalina, ancha franja de arena, vegetación nativa y una mínima intervención urbana. En el extremo norte desemboca el   río Llancahue el cual es valorado por su aporte ecológico y visual. A una distancia  de 7km se encuentra el lago Pellaifa, cuya playa pública se formó tras el terremoto de Valdivia de 1960. de acceso público peatonal, este balneario constituye una alternativa paralela para el turismo lacustre y de contemplación de paisajes geológicos. Ambos espacios permiten la interacción con la biodiversidad local, brindando un entorno favorable para actividades recreativas.
Además, cuenta con miradores naturales como Pillinque Alto, Nisoleufué y Ruka Klen. Desde ellos es posible visualizar panorámicas del volcán Villarrica, montañas, bosques templados y lagos circundantes. Estos puntos se encuentran señalizados e integrados a rutas de excursión impulsadas por la Municipalidad de Panguipulli Turismo Sietelagos  y organizaciones particulares de turismo. Algunos tramos de estas rutas corresponden a antiguas secciones del proyecto Sendero de Chile, una iniciativa nacional que fomenta el senderismo y la educación ambiental en distintas regiones del país. 
Otro de los principales componentes turísticos de la zona es la Ruta Termal, que integra a Coñaripe dentro del eje Coñaripe – Liquiñe, conocido por su alta densidad de fuentes termales ricas en minerales tales como hierro , potasio y azufre los cuales tienen propiedades terapéuticas. Este circuito, también denominado Ruta termal o de la Salud es un “recorrido que permite disfrutar de una amplia gama de centros termales, con diversos grados de desarrollo y nivel de servicio” (Laboratorios de Limnología y Recursos Hídricos et al.,2013, p. 193), como las Termas Coñaripe, Termas Trafipán, Eco Termas Pellaifa, Termas Manquecura, Termas Río Liquiñe y Termas Hipólito Muñoz. En dirección hacia el sector de Los Cajones, ubicado en el mismo camino que lleva al parque nacional Villarrica, se encuentran las Termas del Rincón, Termas de Vergara y las Termas Geométricas. Estas últimas están diseñadas en armonía con el entorno mediante pasarelas de madera y pozones naturales con temperaturas entre 35 °C y 45 °C. La cercanía con el parque nacional Villarrica permite complementar las actividades termales con senderismo y observación del ecosistema protegido. 
Además de su riqueza natural, Coñaripe forma parte del Sendero del Jabalí, una ruta temática que vincula diversas localidades del sur de la Región de Los Ríos. Este circuito cultural destaca las prácticas tradicionales asociadas a la crianza y caza del jabalí, especie introducida con fuerte arraigo en la cultura rural. A lo largo del trayecto, los visitantes pueden conocer criaderos, participar en talleres de curtido artesanal, degustar preparaciones gastronómicas y escuchar relatos orales que forman parte del patrimonio inmaterial local. 

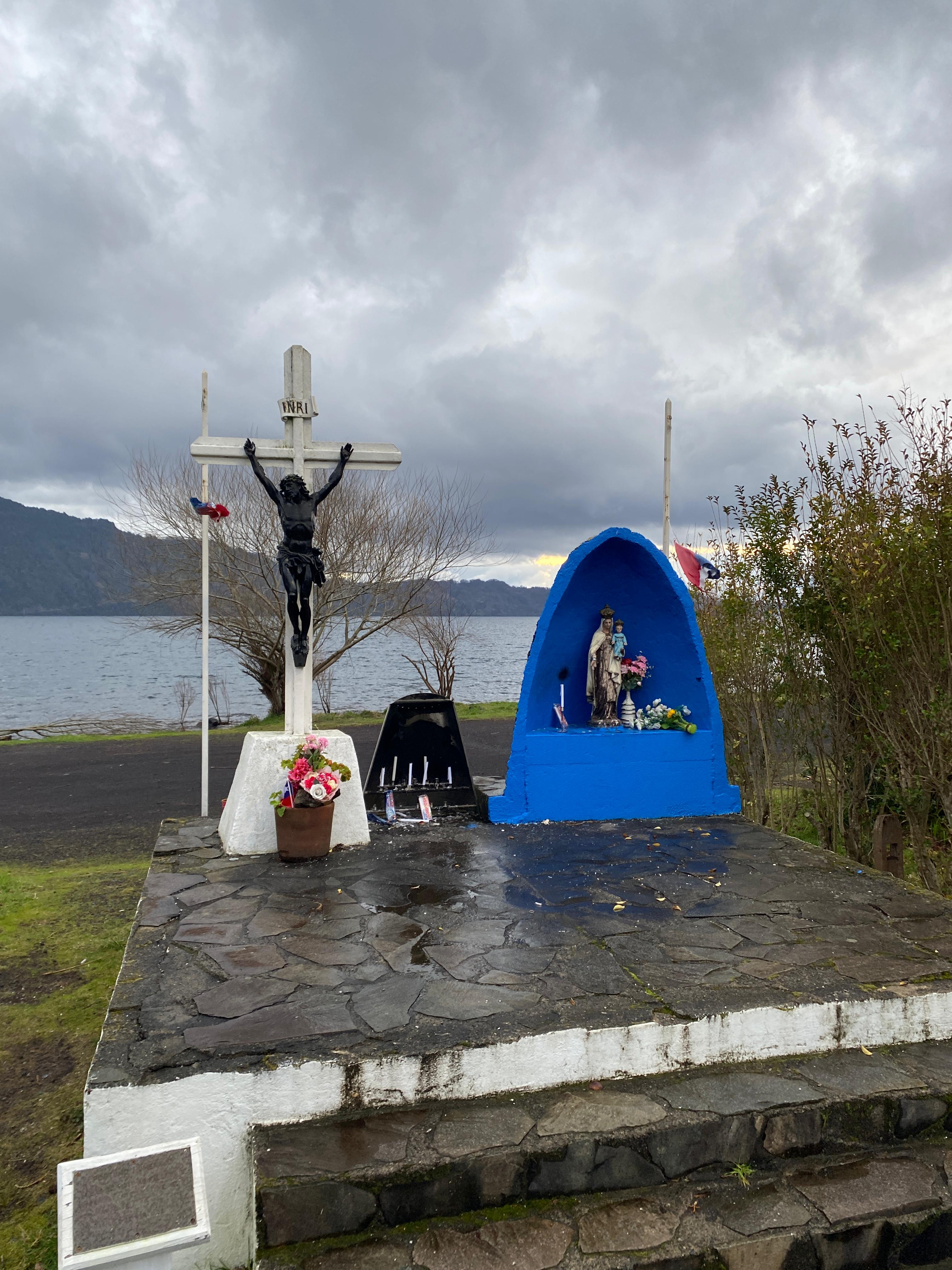
Monumento conmemorativo a víctimas de la erupción del volcán Villarrica de 1964

## Riesgo volcánico
Coñaripe se ubica 18 km en línea recta al sureste del cráter del volcán Villarrica, considerado el de mayor actividad en el país según “Ranking de riesgo especifico de volcanes de Chile 2023”. Esta cercanía posiciona a Coñaripe como una zona del alto peligro volcánico. De acuerdo al mapa de peligros del volcán Villarrica del año 2000, elaborado por el Servicio Nacional de Geología y Minería, el área comprendida entre el estero Comonahue y el volcán, incluyendo el pueblo de Coñaripe, los esteros Diuco y Tralco, además parte de la ruta T 243 S, presenta clasificación de peligro muy alto frente a erupciones. Además, la ribera del río Llancahue está bajo la categoría ALI1, lo que indica un alto riesgo de lahares secundarios.
En erupciones pasadas, como las de 1948 y 1971, se han registrado acumulaciones de hasta 30 cm de materiales piroclásticos volcánico en áreas próximas, lo que puede causar colapso de techos, daños en la infraestructura y bloqueo de rutas. La erupción más reciente ocurrió el 3 de marzo de 2015 que “se caracterizó por ser un evento de corta duración (etapa paroxismal de 16 min), pero que alcanzó la magnitud suficiente para depositar una gran cantidad de material en las cercanías de la cumbre del Volcán Villarrica” (Vera, 2018, p. 32).
Frente a estos riesgos volcánicos, el monitoreo del Villarrica se realiza de forma continua a través de la Red Nacional de Vigilancia Volcánica (también conocida por su acrónimo SERNAGEOMIN), que incluye sensores sísmicos, cámaras de vigilancia, estaciones GNSS y equipos geoquímicos. Este sistema permite emitir alertas tempranas y comunicar posibles cambios de actividad a organismos como ONEMI y los municipios afectados.
Complementando estas medidas técnicas, la Municipalidad de Panguipulli implementó el Plan Comunal de Emergencia Volcánica (llamado Plan Comunal de Emergencia Volcánica por alerta naranja del volcán Villarrica), centrado en sectores vulnerables como Coñaripe. Este plan incluye rutas de evacuación señalizadas, puntos de encuentro comunitarios como Escuela María Alvarado Garay, centros de albergue y simulacros anuales coordinados con Carabineros, Bomberos y equipos de salud. Los mapas de evacuación también están disponibles en Google Maps y redes sociales municipales.
Desde 2019, el área se encuentra bajo Alerta Amarilla por parte del Sistema de Protección Civil, lo que implica medidas preventivas como el acceso restringido en torno al cráter (radio de 200 a 500 metros) y la preparación constante de las comunidades cercanas. Esta condición fue actualizada en 2024 por una Alerta Amarilla Técnica del SERNAGEOMIN, reforzando la necesidad de vigilancia constante pese a la ausencia de erupciones inminentes.

## Deportes

### Fútbol
Luchador de Coñaripe participó en las ediciones 2009 y 2010 de la Copa Chile, ambas en condición de campeón regional amateur vigente.